# Takayama Ryūzō
Takayama Ryūzō  (jap. 高山 竜三/龍三; * 1929; † 2019) war ein japanischer Kulturanthropologe und Tibetologe. Er lehrte an der Bunkyō-Universität Kyōto (Kyōto bunkyō daigaku).